# Cranichis glabricaulis
Cranichis glabricaulis är en orkidéart som beskrevs av Frederico Carlos Hoehne. Cranichis glabricaulis ingår i släktet Cranichis, och familjen orkidéer. Inga underarter finns listade i Catalogue of Life.